# Akákios Kakiasvíli
Akákios Kakiasvíli (grec moderne : Ακάκιος Καχιασβίλι ou Ακάκιος Κακιασβίλι), né Kakhi Kakhiashvili (géorgien : კახი კახიაშვილი) le 13 juillet 1969 à Tskhinvali, est un haltérophile géorgien ayant eu la nationalité soviétique (jusqu'en 1991), puis géorgienne (jusqu'en 1994), puis grecque.

## Palmarès

### Jeux olympiques
- Sydney 2000
  -  Médaille d'or en moins de 94 kg.
- Atlanta 1996
  -  Médaille d'or en moins de 99 kg.
- Barcelone 1992
  -  Médaille d'or en moins de 90 kg.

### Championnats du monde
- Athènes 1999
  -  Médaille d'or en moins de 94 kg.
- Lahti 1998
  -  Médaille d'or en moins de 94 kg.
- Canton 1995
  -  Médaille d'or en moins de 99 kg.
- Istanbul 1994
  -  Médaille d'argent en moins de 91 kg.
- Melbourne 1993
  -  Médaille d'argent en moins de 91 kg.

### Championnats d'Europe
- Stavanger 1996
  -  Médaille d'or en moins de 99 kg.
- Varsovie 1995
  -  Médaille d'or en moins de 91 kg.
- Sofia 1993
  -  Médaille d'or en moins de 91 kg.
- Szekszárd 1992
  -  Médaille d'or en moins de 90 kg.
- La Corogne 1999
  -  Médaille d'argent en moins de 94 kg.
- Sokolov 1994
  -  Médaille d'argent en moins de 91 kg.
- Riesa 1998
  -  Médaille de bronze en moins de 94 kg.